# WFTS-TV
WFTS-TV는 미국 플로리다주의 세인트 피터스버그와 템파 지역을 관할하는 ABC 소속의 지역방송이다. 채널번호는 디지털 기준 28번이다.

## 연혁
1981년 12월 14일 독립 지역 방송으로 시작하다가, 1988년에 WTOG-TV를 밀어내고 폭스 방송으로 들어와 28번을 배정 받다가 1994년 미국의 ABC 방송국으로 흡수되었다.

## 뉴스 제목
- 28 Newsbreak/28 Weatherbreak (1988-1994)
- 28 Tempa Bay News(1994-2002)
- 28 News(2002/잠시동안만 쓰였음)
- ABC Action News(2002-현재)